# Euprepes
Euprepes is een niet langer erkend geslacht van hagedissen uit de familie skinken (Scincidae). De wetenschappelijke naam van de groep werd voor het eerst voorgesteld door Léon Vaillant in 1884.
Het geslacht was monotypisch en werd vertegenwoordigd door slechts een enkele soort. Deze wordt tegenwoordig echter tot het geslacht Mochlus gerekend (Mochlus guineensis).